# Zealmen
Zealmen ist eine österreichische Alternative-Rock-Band, die durch Teilnahme am Ö3 Soundcheck und Veröffentlichung ihrer Debütsingle Supernatural im Jahr 2007 bekannt wurde.

## Geschichte
Die Gruppe wurde 2005 unter dem Namen Pristine gegründet.
Die Band nahm das erste Mal sechs Monate nach der Gründung beim Soundcheck, dem größten Bandwettbewerb in Österreich, teil. Damals kam sie unter die Top 10 der besten Bands in Österreich.
2007 konnten sich Pristine gegen fast 700 Bands durchsetzen und es gelang der Band erneut der Einzug ins Finale der besten 15 des Ö3 Soundchecks 07, Österreichs größten Bandwettbewerbs. Sie  wurde von Sony BMG Music Entertainment unter Vertrag genommen. Ihre erste Single hieß Supernatural und wurde im Sommer 2007 im Hitradio Ö3 auf Rotation gespielt. Ende desselben Jahres, erreichte die Gruppe mit Die neuen Österreicher – Kinder Platz 3 in den österreichischen Charts.
Im Jänner 2008 wurde Pristine mit dem „Austrian Newcomer Award“ in der Kategorie „Rock“ ausgezeichnet.
2009 wurde die Band auch in einigen deutschen Radiosendern gespielt. Eine gleichnamige deutsche Rockband wurde darauf aufmerksam, daher veranlasste man eine Umbenennung von Pristine zu Zealmen um Rechtsstreitigkeiten zu vermeiden.
Stilistisch ist die Band einem Mainstream-orientierten Alternative Rock zuzuordnen, vergleichbar mit R.E.M. Für die Stilausprägung ist aber im Gegensatz zu dieser Band die (E-)Gitarre von größerer Wichtigkeit.

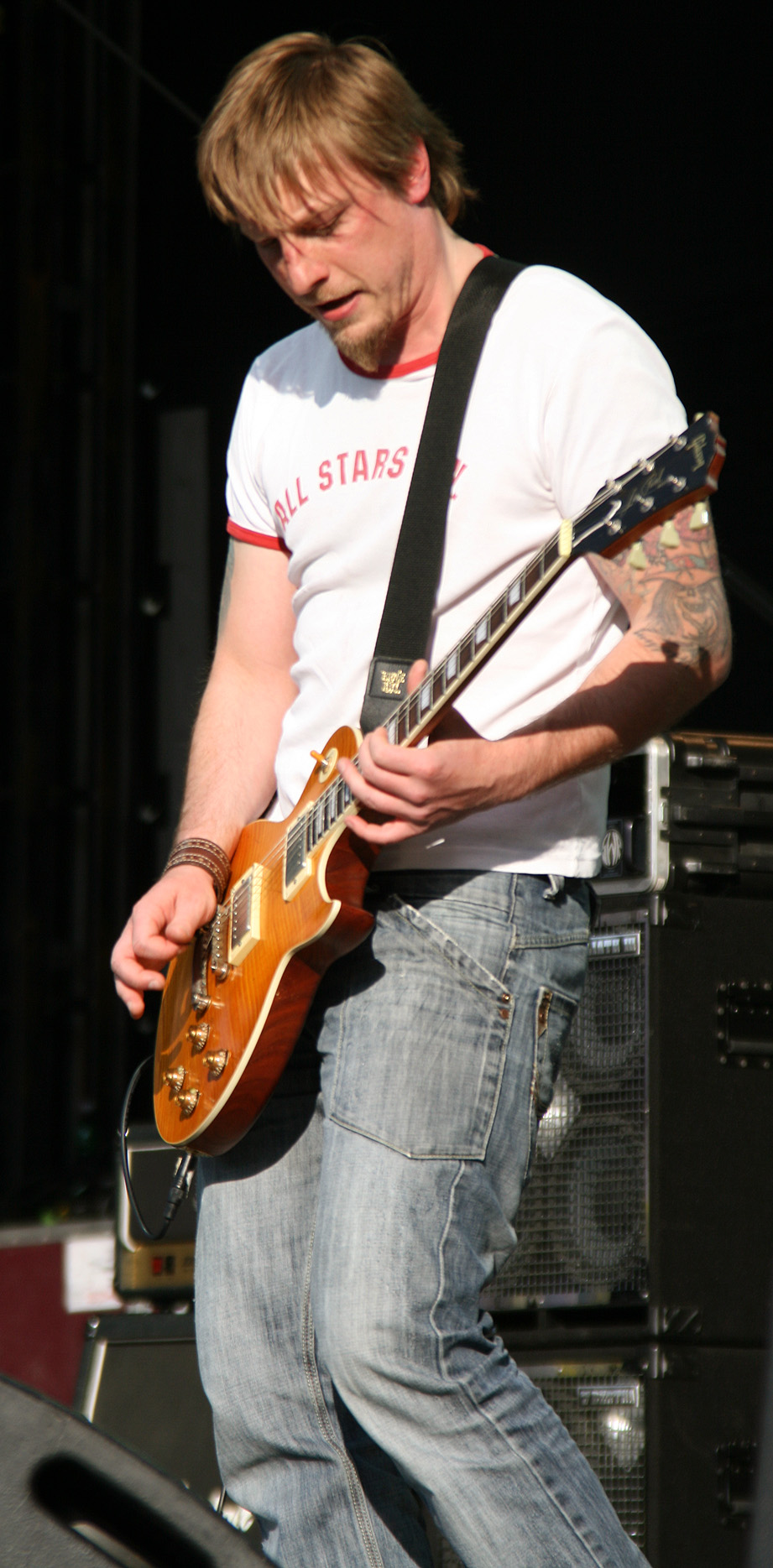
Chris Schatz
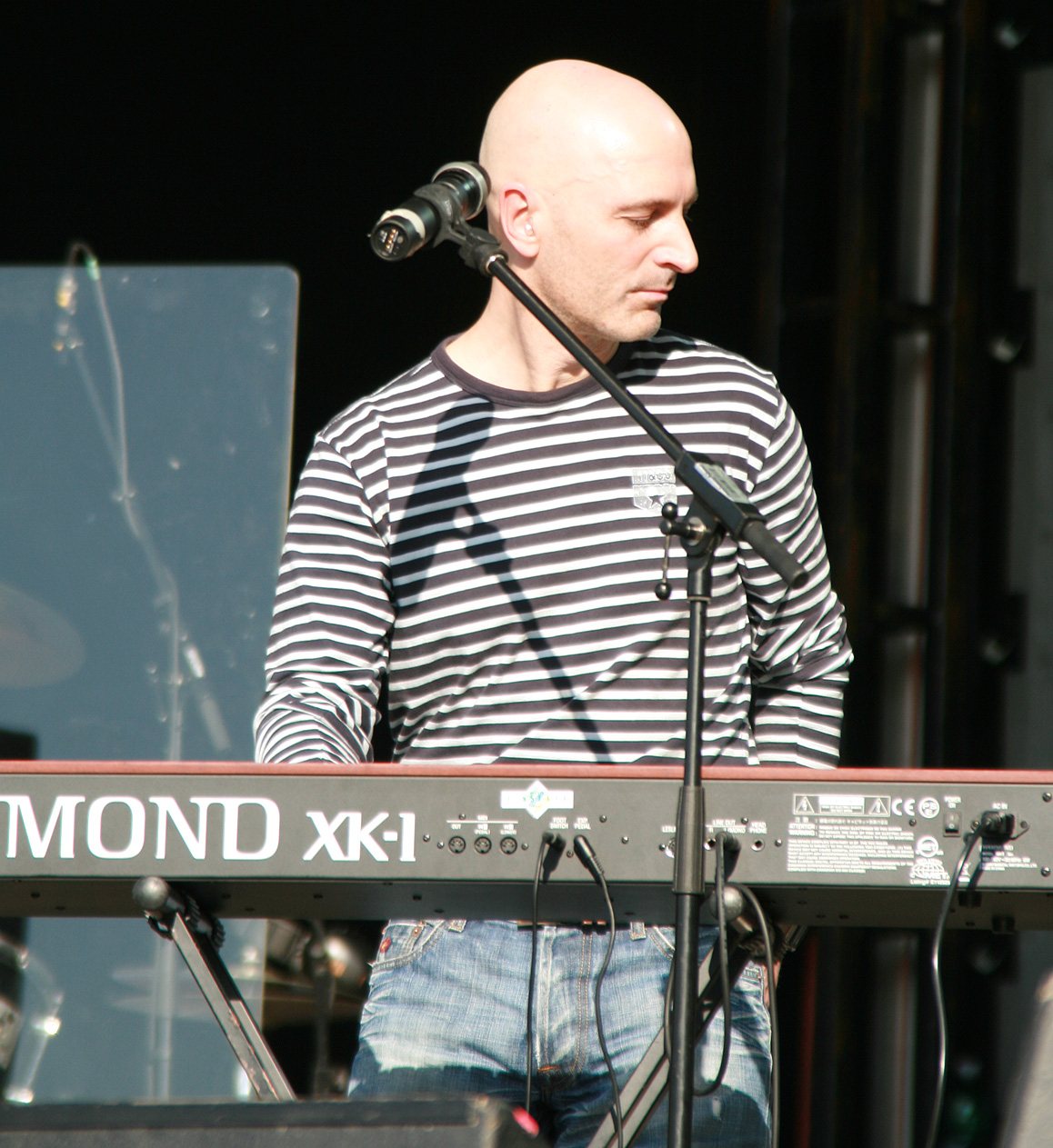
Wiff Enzenhofer
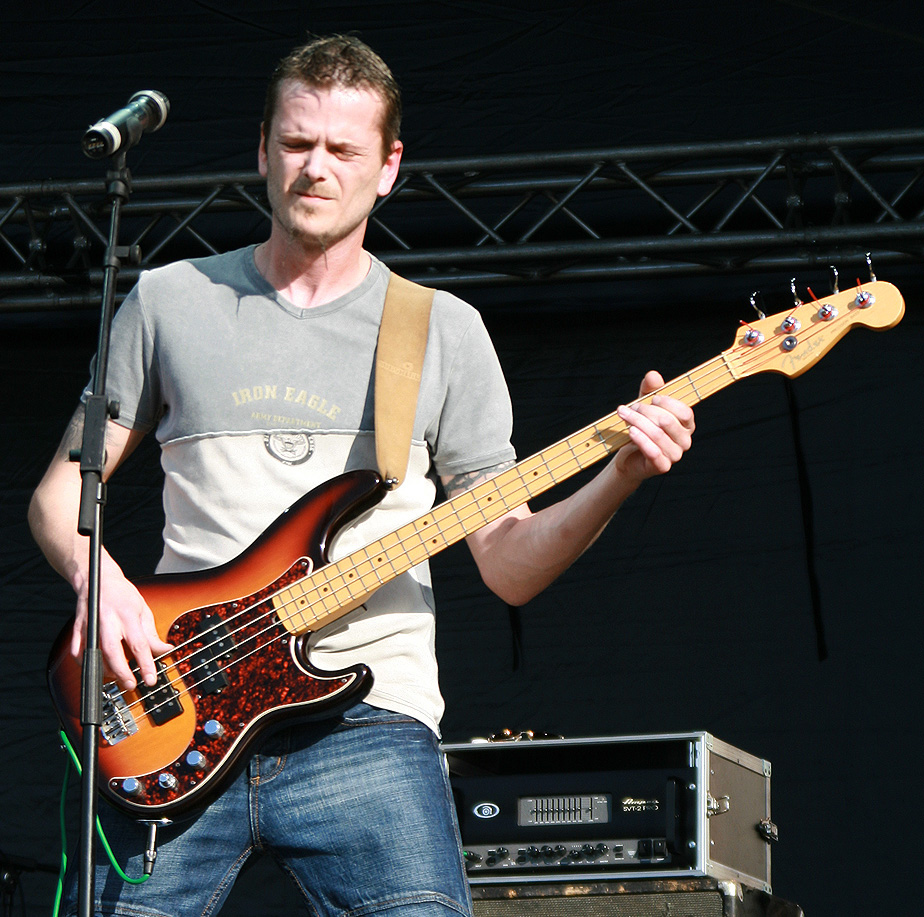
Andy Hofbauer
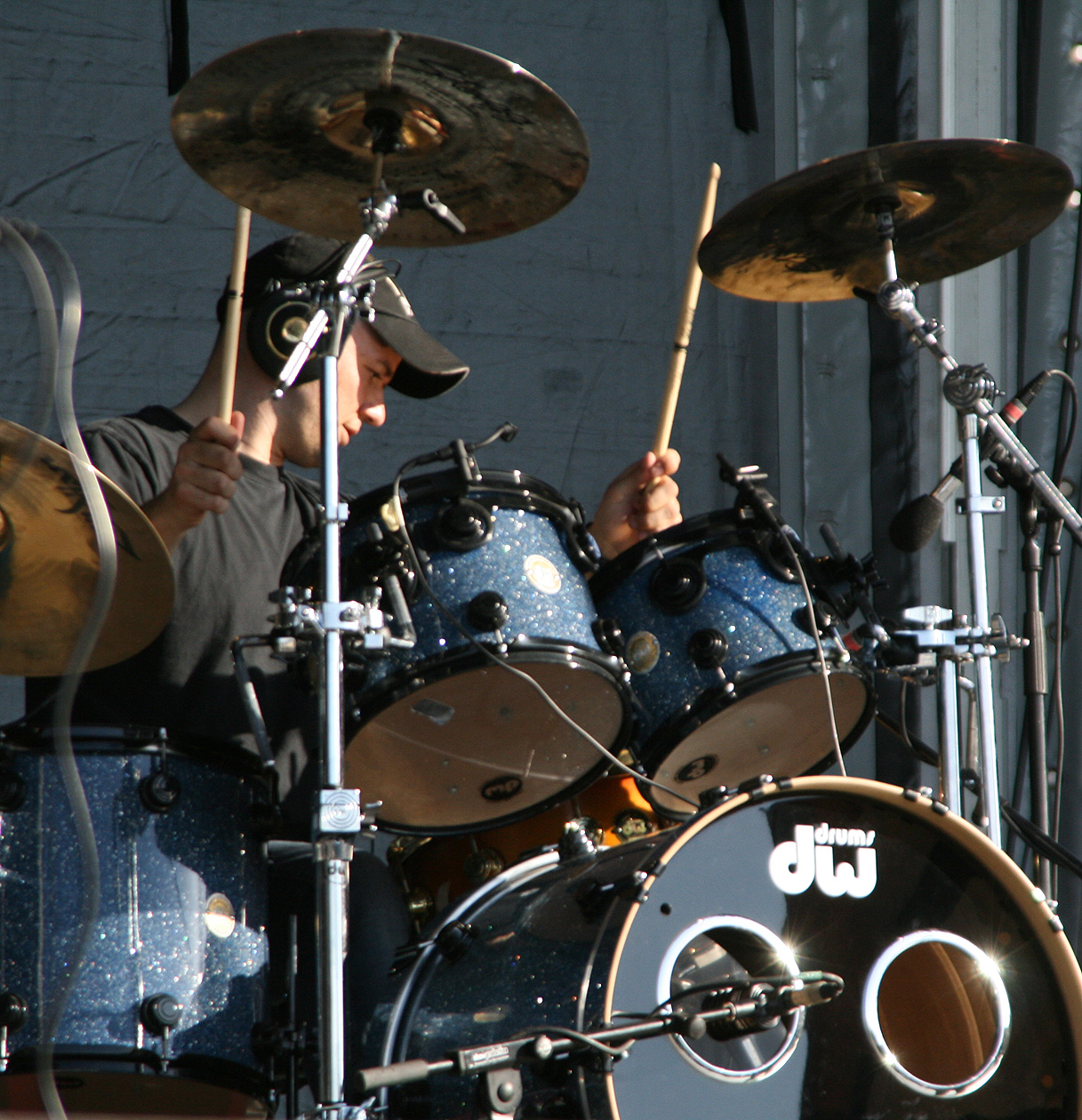
Alex Drechsler

## Diskografie

### Singles
- 2007: Supernatural (unter dem Namen Pristine)
- 2007: Kinder (Die neuen Österreicher)
- 2008: Hurt (unter dem Namen Pristine)
- 2009: I (oh, I)

### Alben
- 2005: One (unter dem Namen Pristine)
- 2009: Daytuner